# Ikšķile
Ikšķile (în germană Uexküll) este un oraș (oraș din 1992) din Letonia, capitala Municipiului Ikšķile, este situat pe malul drept al râului Daugava.

## Istorie

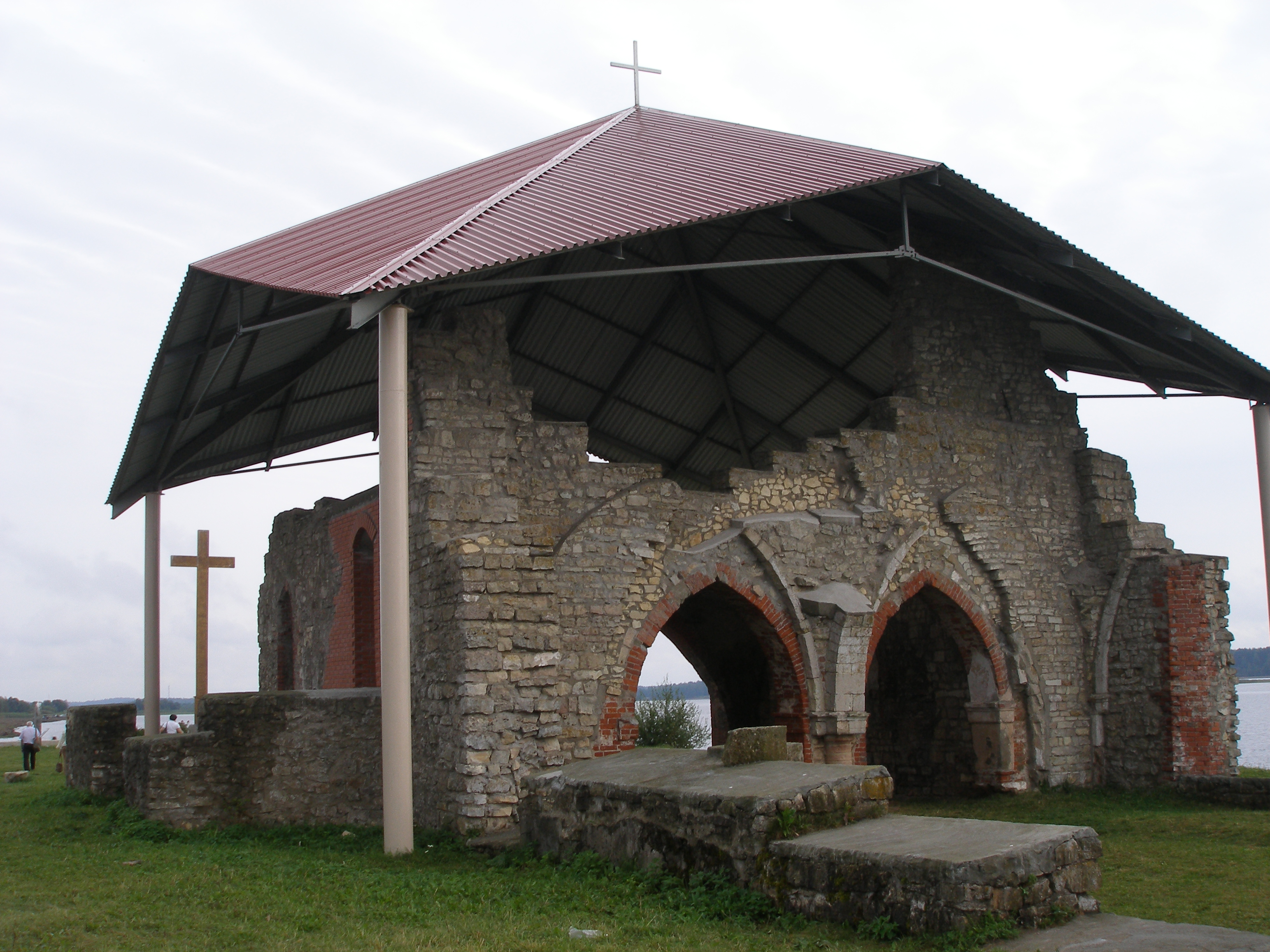
Ruinele Bisericii episcopale Sf. Meinhard, cea mai veche biserică din Letonia construitǎ în 1186

La sfârșitul secolului al XII-lea, misionarul Meinhard von Segeberg (primul misionar catolic care a provǎduit în Livonia), construiește aici o cetate în 1185, și o bisericǎ în 1186. Construcția a fost efectuatǎ de cǎtre specialiștidin Gotland. Aceste clădiri sunt cele mai vechi clǎdiri din piatrǎ din Letonia. În 1201 episcopul Albrecht von Buxthoeven mutǎ reședința episcopalǎ de la Uexküll la Riga. În 1286 în apropierea de Ikšķile a avut loc o mare bǎtǎlie între Semigali și cavalerii Ordinului Livonian. În 1700 la Ikšķile, în timpul Marelui rǎzboi nordic (1700-1721), armata polono-saxonǎ, sa întâlnit aici cu trupele comandantul suedez Welling.
1. ↑  Reģionu, novadu, pilsētu un pagastu kopējā un sauszemes platība gada sākumā (în letonă), Centrālā statistikas pārvalde[*], accesat în 7 ianuarie 2025